# Sela pri Dragatušu
Sela pri Dragatušu je naselje u slovenskoj Općini Črnomelju. Sela pri Dragatušu se nalazi u pokrajini Dolenjskoj i statističkoj regiji Jugoistočnoj Sloveniji. 

## Stanovništvo
Prema popisu stanovništva iz 2002. godine naselje je imalo 72 stanovnika.